# Évolution territoriale de la France contemporaine
Pour un article plus général, voir Formation territoriale de la France.
Cet article est une chronologie de l'évolution territoriale de la France à l'époque contemporaine de 1789 à aujourd'hui, listant les modifications intérieures et extérieures de la géographie politique de ce pays. Pour la chronologie des territoires avant 1789, cf. les vieilles colonies.

## Chronologie

### Royaume de France
30 novembre 1789L'Assemblée nationale constituante décrète que « l'île de Corse fait partie intégrante de l'Empire français » et que « ses habitants seront régis par la même Constitution que les autres Français ». Elle le réitère le 21 janvier 1790.

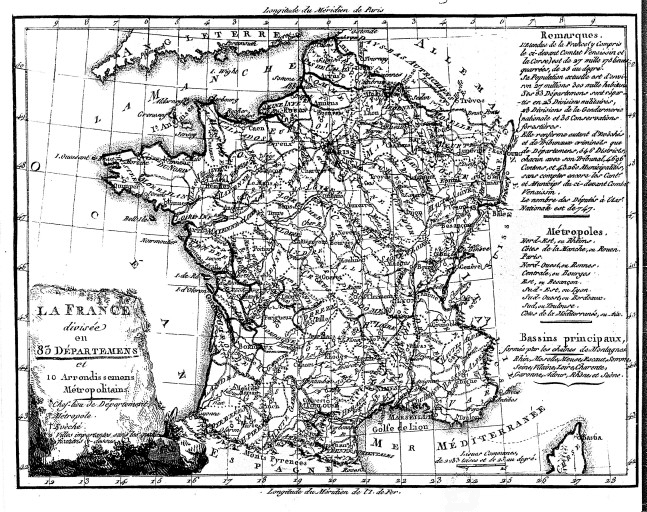
Carte de France en 1790, présentant son découpage en 83 départements.

4 mars 1790La France est réorganisée en 83 départements en vertu du décret de la division de la France en départements.

### Monarchie constitutionnelle française
14 septembre 1791Annexion d'Avignon et du Comtat Venaissin.
27 septembre 1791L'Assemblée nationale constituante prend soin de réitérer l'incorporation au royaume des pays de Dombes et d'Henrichemont.

### Première République

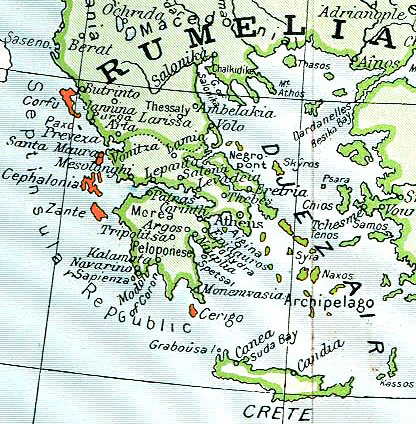
Les îles faisant partie des départements sont en rouge sur la carte.

27 novembre 1792Annexion du duché de Savoie, réorganisé en département du Mont-Blanc.
31 janvier 1793Annexion du comté de Nice, réorganisé en département des Alpes-Maritimes.
15 février 1793Annexion de la principauté de Monaco.
2 mars 1793Annexion de la principauté de Salm.
21 mars 1793Annexion de la République rauracienne, réorganisée en département du Mont-Terrible et de la principauté de Montbéliard.
1er juillet 1793Le département de la Corse est séparé en deux départements : Golo au nord et Liamone au sud.
12 août 1793Création du département du Vaucluse à partir des possessions papales annexées en 1791, ainsi que de certains territoires des Bouches-du-Rhône et des Basses-Alpes. Le département de Rhône-et-Loire est séparé en deux départements : Rhône à l'est et Loire à l'ouest.
22 juillet 1795Annexion de la partie orientale de l'île de Saint-Domingue, cédée par l'Espagne.
1er octobre 1795Annexion des Pays-Bas autrichiens. Création des départements des Deux-Nèthes, Dyle, Escaut, Forêts, Jemmapes, Lys, Meuse-Inférieure, Ourthe et Sambre-et-Meuse.
17 octobre 1797Par le traité de Campo-Formio, la République française annexe :
- les Pays-Bas autrichiens, repoussant en partie sa frontière sur le Rhin, la question des territoires de la rive gauche du Rhin n'appartenant pas à la maison d'Autriche restant ouverte ;
- les îles Ioniennes vénitiennes, qui deviennent trois départements français de Grèce : Corcyre, Ithaque et Mer-Égée, qui seront conquis en 1798-99 et supprimés de jure en 1802.

25 octobre 1797Par une loi, le Directoire organise les colonies de Saint-Domingue, de Guadeloupe et de Guyane, toujours sous contrôle de la France, en départements et cantons. Saint-Domingue est redécoupée en départements d'Inganne, Nord, Ouest, Samaná et Sud.
23 janvier 1798Organisation des territoires annexés après le traité de Campo-Formio en département du Mont-Tonnerre, Rhin-et-Moselle, Roer et Sarre (sur la rive gauche du Rhin) et de Corcyre, Ithaque et Mer-Égée dans les îles Ioniennes.
1798Annexion de la république de Genève. Création du département du Léman par la réunion de la république, du pays de Gex (détaché du département de l'Ain) et de la partie nord du département du Mont-Blanc.
4 janvier 1798Annexion de la république de Mulhouse au Haut-Rhin.
12 juin 1798Bonaparte s'empare de l'île de Malte (perdue en 1800).
Mars 1799Conquête de Corfou par les troupes russo-ottomanes et perte des îles Ioniennes. Les départements correspondants sont officiellement supprimés en 1802 avec la reconnaissance de la république des Sept-Îles.

### Époque du Consulat et du Premier Empire

Carte du Premier Empire en 1812, incluant les 4 départements français d'Espagne.

1800La commune de Suze-la-Rousse est détachée du Vaucluse à la Drôme, provoquant l'enclavement du canton de Valréas dans ce département.
1800Le département du Mont-Terrible est supprimé ; son territoire est réparti entre le département du Haut-Rhin et le canton suisse de Berne.
1er octobre 1800L'Espagne cède la Louisiane à la France par le traité secret de San Ildefonso.

République française en 1801 à l'époque du Consulat.

1801Le Fricktal, occupé par les troupes françaises à la fin des guerres de la Deuxième Coalition est cédé à la République française par l'Empereur d'Allemagne lors du traité de Lunéville (9 février 1801). Napoléon Bonaparte avait promis de céder ce territoire à la République helvétique, en l'organisant en canton particulier, ce qui est fait le 20 février 1802.
9 mars 1801Les territoires annexés après le traité de Campo-Formio sont formellement intégrés au territoire français.
26 août 1802L'île d'Elbe est rattachée par le Sénatus-consulte de ce jour, après :
- le traité franco-espagnol d'Aranjuez (25 mars 1801), qui livre la partie toscane de l'île.
- le traité franco-napolitain de Florence (28 mars 1801) qui cède à la France le reste de l'île.

23 septembre 1802Annexion formelle de la République cisrhénane. Création du département de la Sarre.
11 septembre 1802Annexion de la République subalpine. Création des départements de la Doire, de Marengo, du Pô, de la Sesia, de la Stura et du Tanaro.
30 avril 1803Vente de la Louisiane aux États-Unis.
1803Sainte-Lucie et Tobago deviennent de facto des colonies britanniques, après la rupture de la paix d'Amiens et l'invasion de ces îles par les troupes britanniques.
1er janvier 1804Indépendance de facto de la colonie de Saint-Domingue qui devient la république d'Haïti. La France ne reconnaît pas cette indépendance.
4 juin 1805Annexion de la République ligurienne. Création des départements des Apennins, de Gênes et de Montenotte.
11 novembre 1807Par le traité franco-hollandais de Fontainebleau, l'Empire français annexe la ville portuaire de Flessingue, dans l'île de Walcheren, et la rattache au département de l'Escaut.
19 décembre 1807Annexion du royaume d'Étrurie. Création des départements d'Arno, de la Méditerranée et d'Ombrone.
24 mai 1808Annexion du duché de Parme. Création du département du Taro.
21 novembre 1808Création du Tarn-et-Garonne, par détachement de partie de l'Aveyron, de la Haute-Garonne, du Gers, du Lot et du Lot-et-Garonne.
15 juillet 1809Création du Trasimène.
14 octobre 1809Annexion des Provinces illyriennes.
17 février 1810Annexion et création du département de Rome.
24 avril 1810Création des Bouches-du-Rhin, après annexion partielle du royaume de Hollande.
15 mai 1810Création du département des Bouches-de-l'Escaut après annexion du département de Zélande du royaume de Hollande.
13 juillet 1810Annexion du royaume de Hollande.
3 décembre 1810La colonie française de l'île de France (actuelle île Maurice) est conquise par les forces britanniques.
13 décembre 1810Annexion de la République rhodanienne. Création du département du Simplon.
1er janvier 1811Création des départements des Bouches-de-l'Elbe, Bouches-de-l'Yssel, Bouches-de-la-Meuse, Bouches-du-Weser, Ems-Occidental, Ems-Oriental, Ems-Supérieur, Frise, Lippe, Ourte, Yssel-Supérieur et Zuyderzée.
1811Les départements du Golo et du Liamone sont réunis pour reformer le département de la Corse.
26 janvier 1812Création des départements français d'Espagne par décret : Bouches-de-l'Èbre, Montserrat, Sègre et Ter. Toutefois, ce décret n'est pas publié au Bulletin des lois et le statut juridique de ces quatre départements reste incomplet.
7 mars 1813Réorganisation des départements français d'Espagne en Bouches-de-l'Èbre-Montserrat et Sègre-Ter.
10 mars 1814Suppression officielle des départements français d'Espagne après leur perte par l'Empire français.

### Première Restauration
30 mai 1814Traité de Paris. La France perd l'intégralité des territoires européens et outre-mer conquis après le 1er janvier 1792, à l'exception de la partie occidentale de la Savoie. La France cède différentes colonies, qu'elle possédait avant 1792, au Royaume-Uni : les îles de Sainte-Lucie, Tobago, l'île de France (renommée île Maurice) et les Seychelles. Le Royaume-Uni évacue la Guadeloupe, la Martinique, Saint-Martin, la Réunion, Saint-Louis, Saint-Pierre-et-Miquelon et les cinq comptoirs de l'Inde, tandis que le Portugal évacue la Guyane.

### Cent-Jours
Pendant la période des Cent-Jours (1815), Napoléon abolit la traite des Noirs (décret du 29 mars abolissant la traite des Noirs).

### Seconde Restauration
20 novembre 1815Traité de Paris. La France perd les territoires conquis après 1790, à l'exception des possessions papales du Vaucluse, de la république de Mulhouse et la principauté de Montbéliard. En outre, la ville de Sarrelouis est annexée par la Prusse.
17 avril 1825Reconnaissance de l'indépendance d'Haïti (de facto depuis le 1er janvier 1804). Les autres puissances européennes reconnaissaient jusqu'alors à la France son droit de suzeraineté sur son ancienne colonie de Saint-Domingue.
11 juin 1827Déclaration entre la Prusse et la France par laquelle la France renonce aux prétentions qu'elle formait sur le district de la Leyen (correspondant au village de Bübingen annexé par la ville de Sarrebruck en 1974 et à l'actuelle commune allemande de Kleinblittersdorf moins le village de Bliesransbach) en échange de quoi la Prusse cède à la France les villages et hameaux de Merten, Bibling (dans l'actuelle commune de Merten), Flatten (dans l'actuelle commune de Launstroff) et Gongelfang (dans l'actuelle commune de Waldwisse).
23 octobre 1829Convention entre la Prusse et la France qui confirme la déclaration de 1827 et par laquelle la Prusse cède en outre à la France les villages et hameaux de Manderen, Scheuerwald (dans l'actuelle commune de Launstroff), Rémeldorf (dans l'actuelle commune de Neunkirchen-lès-Bouzonville), Heining, Schreckling et une partie de Leiding (qui forment tous trois l'actuelle commune de Heining-lès-Bouzonville), Villing, et enfin Bourg-Esch, Cottendorff et Otzwiller (tous trois dans l'actuelle commune de Schwerdorff).
14 juin 1830Début de la conquête de l'Algérie.

### Monarchie de Juillet
16 février 1843Ratification du traité de cession de l'île de Mayotte, faisant suite au traité signé le 25 avril 1841 entre le capitaine Passot et le sultan Andriantsoly qui cède ses droits de souveraineté à la France.

### Deuxième République
9 décembre 1848Annexion formelle de l'Algérie française par la France et partage en trois départements : Alger, Constantine et Oran.

### Second Empire
1858-1862Campagne de Cochinchine, colonisation de la Cochinchine (sud du Viêt Nam actuel).
24 mars 1860Annexion par la France du duché de Savoie et du comté de Nice, cédés par le royaume de Sardaigne. Ce rattachement conduit à la création des départements de Savoie, Haute-Savoie et Alpes-Maritimes.
2 février 1861Traité franco-monégasque aux termes duquel le prince de Monaco renonce à tous ses droits sur les communes de Menton et de Roquebrune.
8 décembre 1862France et Suisse mettent fin au litige sur une partie de leur frontière jurassienne, dans la vallée des Dappes, en s'échangeant un peu plus de 700 hectares assurant la conservation de leur superficie respective : traité des Dappes, ratifié le 20 février 1863.

### Troisième République
10 mai 1871Traité de Francfort. L'Empire allemand annexe tout ou partie des départements du Bas-Rhin, Haut-Rhin, Meurthe, Moselle et Vosges, et crée le Reichsland d'Alsace-Lorraine.
7 septembre 1871Les territoires restants de la Meurthe et de la Moselle sont fusionnées dans le nouveau département de Meurthe-et-Moselle. L'arrondissement de Belfort, ancienne partie du Haut-Rhin, devient le Territoire de Belfort.
1873Tentative de percée au Tonkin (nord du Viêt Nam).
1877 à 1891Exploration et colonisation de la Guinée.
1878 à 1891Exploration et colonisation du Soudan français.
16 mars 1878La Suède rétrocède l'île de Saint-Barthélémy à la France. L'île devient une commune rattachée à la colonie de la Guadeloupe.
1880Congo (actuel « Congo-Brazzaville » ou république du Congo) et annexion du royaume de Tahiti et ses dépendances (aujourd'hui partie de la Polynésie française).
1880 à 1895Création du Soudan français.
1881Protectorat sur la Tunisie.
1883 à 1885Expédition du Tonkin. Le reste du Viêt Nam est divisé en deux protectorats (Annam et Tonkin).
1884La conférence de Berlin organise le partage de l'Afrique entre les puissances européennes.
24 juin 1886Grande Comore, Mohéli et Anjouan deviennent un protectorat français.
1888Fondation de Djibouti et Obock, les protectorats de Tadjourah, du pays des Danakils et de la côte française des Somalis sont réunis sous la dénomination de « Côte française des Somalis et dépendances ».
1889 à 1893Exploration et colonisation de la Côte d'Ivoire.
1889La ville de Bangui est créée dans la colonie de l'Oubangui-Chari (actuelle République centrafricaine).
1892-1893Conflit entre les colonisateurs français et le souverain du Dahomey amenant le Dahomey à devenir une colonie française.
16 juin 1895La fédération d’Afrique-Occidentale française (AOF) est créée, regroupant les colonies du Soudan, du Sénégal, de la Guinée et de la Côte d'Ivoire.
1896Madagascar est occupée.
1897 à 1912L'actuel Tchad est conquis.
1898Territoire de Kouang-Tchéou-Wan Chine (territoire donné à bail).
1er décembre 1900Règlement du contesté franco-brésilien, conflit frontalier issu d'une différence d'interprétation du traité d'Utrecht de 1713, arbitré par le président suisse, Walter Hauser, au profit du Brésil. La France abandonne ses prétentions sur le territoire entre les fleuves Oyapoc et Araguari.
24 décembre 1902Création des territoires du Sud dans le sud de l'Algérie.
1904L'AOF est rejointe par le Dahomey puis par le Niger, la Mauritanie et la Haute-Volta (faisant jusque-là partie du Soudan).
1906Mise en place du condominium des Nouvelles-Hébrides.
1910Création de l'Afrique-Équatoriale française (AEF), capitale Brazzaville.
1912Protectorat français au Maroc à la suite du traité de Fès.
28 juin 1919Traité de Versailles. La France récupère les territoires perdus au profit de l'Allemagne en 1871.
18 février 1922Le territoire de Belfort, alors simple territoire, devient un département à part entière par un décret faisant suite à une loi votée en 1921. Le 18 février 1922 est l'anniversaire de la sortie, avec armes et bagages, de la garnison de Belfort commandée par Denfert-Rochereau, marquant la fin du siège allemand de 1870-1871.

### État français
22 juin 1940L'armistice livre une grande partie du territoire français à l'occupation militaire et au contrôle administratif de l'Allemagne nazie, qui en profite pour annexer de facto l'Alsace et la Lorraine au Troisième Reich.
1940 à 1943Pendant la Seconde Guerre mondiale, les territoires français d'outre-mer vont passer les uns après les autres de l'État français (Vichy) à la France libre, à l'exception de quelques possessions asiatiques, dont la principale est l'Indochine française, occupée par l'empire du Japon.

### Quatrième République
1946La Guadeloupe, la Guyane, la Martinique et La Réunion deviennent des départements d'outre-mer.
10 février 1947Traité de Paris : rectification de la frontière avec l'Italie. Les communes de Tende et de La Brigue, ainsi que quelques fractions de territoire italien, sont annexées et attribuées aux Alpes-Maritimes.
1955Création du département de Bône en Algérie.
1957Modification de l'organisation territoriale de l'Algérie et création de 14 départements.
1958Création de trois nouveaux départements en Algérie : Aumale, Bougie et Saïda.

### Cinquième République
1959Suppression des départements d'Aumale et de Bougie en Algérie.
1962Indépendance de l'Algérie.
1964Réorganisation de l'Île-de-France, les départements de la Seine et Seine-et-Oise sont remplacés par sept nouveaux départements :
- le département de Paris (réduit à la ville de Paris),
- les Hauts-de-Seine,
- la Seine-Saint-Denis,
- le Val-de-Marne,
- les Yvelines,
- l'Essonne,
- le Val-d'Oise.

1er janvier 1976Redécoupage du département de la Corse en Haute-Corse et Corse-du-Sud.
1976Saint-Pierre-et-Miquelon devient un département d'outre-mer.
11 juin 1985Saint-Pierre-et-Miquelon devient une collectivité d'outre-mer.
2007Les communes insulaires de Saint-Barthélemy et de Saint-Martin sont détachées du département de la Guadeloupe et transformées en collectivités d'outre-mer.
31 mars 2011Mayotte devient département d'outre-mer et région d'outre-mer à assemblée délibérante unique.

## Annexe: les modifications mineures de frontières depuis 1815

### Modifications de frontières avec la Suisse (1862)
La France et la Suisse procèdent, par le traité des Dappes du 8 décembre 1862, à une rectification de frontière, pour partager une zone territoriale dans la vallée des Dappes dont les frontières sont depuis toujours litigieuses[réf. nécessaire].
La Confédération suisse abandonne et la France reprend la possession et pleine souveraineté de la partie de la vallée des Dappes, comprenant :
1. le mont des Tuffes et ses versants, jusques et y compris la route des Rousses à la Faucille ;
2. une bande de terrain au levant de cette route, d'une largeur moyenne d'environ 500 pieds suisses, soit 150 mètres, suivant la direction indiquée d'une manière générale par le plan annexé 2 au présent traité.

La France cède à la Confédération suisse, pour faire partie de l'État de Vaud, un territoire d'une contenance équivalente s'étendant du point de bifurcation des routes de Saint-Cergue et de la Faucille, le long des pentes du Noirmont jusqu'à la limite du district de la Vallée de Joux suivant la direction indiquée d'une manière générale par le plan annexé. La route de Saint-Cergue à partir du lieu-dit La Cure fait partie de cette cession.
Le traité précise qu'il ne sera élevé aucun ouvrage militaire sur les portions de territoire indiquées dans l'article précédent.
Le traité est ratifié par les 2 parties le 20 février 1863.
En conséquence de ce traité, certaines maisons de La Cure (village franco-suisse) qui avaient toujours été françaises devinrent partiellement suisses. Certaines se trouvent aujourd'hui encore dans une situation particulière : traversées par la frontière, elles possèdent un pied en France et l'autre en Suisse.

### Modifications de frontières avec l'Andorre (2001)
En 2001, un traité est conclu entre la France et l'Andorre portant rectification de la frontière, qui porte sur l'échange de deux parcelles de territoire de surfaces égales de 1,5 ha chacune. L'opération doit permettre à Andorre de construire, sur la parcelle cédée, le viaduc qui doit relier le tunnel d'Envalira à la route nationale française 22.
Le 6 mars 2012, un traité bilatéral signé entre la France et l'Andorre entérine officiellement le tracé de la frontière. En France, la loi autorisant l'approbation de ce texte est adoptée en juin 2015 et promulguée en juillet 2015. Le traité entre en vigueur le 1er septembre 2015 et est publié au Journal officiel de la République française en septembre 2015.

### Modifications de frontières avec le Luxembourg (2006)
Un accord entre le gouvernement de la République française et le gouvernement du grand-duché de Luxembourg portant rectification de la frontière franco-luxembourgeoise a été signé à Luxembourg le 15 mars 2000. Il portait sur 38 647 m2 situés près de Mont-Saint-Martin et faisait suite à une rectification du cours de la rivière Chiers. Son approbation a été approuvée par la loi française no 2002-169 du 12 février 2002.
En juillet 2006, un traité entre le Luxembourg et la France procède à un échange de parcelles de 89 679 m2, pour faciliter la réalisation sur le territoire français (commune de Russange, en Moselle) d'infrastructures, financées par le gouvernement du Grand-Duché de Luxembourg, liées à la reconversion de l'ancien site industriel luxembourgeois de Belval.

### Modifications de frontières avec la Suisse (1945 à 2002)
Depuis 1945, de nombreuses modifications mineures de frontière sont conclues avec la Confédération suisse :
- 19 décembre 1947 : Accord concernant les biefs de Kembs et d'Ottmarsheim du canal latéral du Rhin (modification de la frontière pour tenir compte du déplacement du cours du Rhin du fond du canal) ;
- 4 juillet 1949 : Convention relative à la construction et à l'exploitation de l'aéroport de Bâle-Mulhouse à Blotzheim (la construction de l'aéroport de Bâle s'est faite en partie sur le territoire de la commune de Blotzheim ; en contrepartie, la Suisse a procédé à des rétrocessions de territoires et Mulhouse a bénéficié à parité des équipements aéroportuaires internationaux ; l'aménagement et l'extension de l'aéroport ont entraîné la signature d'une série d'accords, certains portant sur des échanges de parcelles) ;
- 25 février 1953 : Convention sur la détermination de la frontière dans le lac Léman (codification du tracé coutumier de la frontière lacustre) ;
- 25 février 1953 : Convention sur diverses modifications de la frontière (échanges de parcelles avec la Suisse dans le Haut-Rhin, le Territoire de Belfort et le Doubs pour se conformer à l'évolution de la topographie du territoire) ;
- 25 février 1953 : Convention sur diverses modifications de la frontière le long de la route nationale française no 206 ;
- 3 décembre 1956 : Convention concernant la fixation de la frontière entre le canton de Bâle-Ville et le département du Haut-Rhin ;
- 3 décembre 1959 : Convention concernant les rectifications de la frontière entre le canton de Neuchâtel et le département du Doubs ;
- 3 décembre 1959 : Convention concernant la correction du ruisseau le Boiron ;
- 3 décembre 1959 : Convention relative à une modification de la frontière entre le canton de Vaud et le département de l'Ain (entre les bornes 287 et 299) ;
- 3 décembre 1959 : Convention concernant une rectification de la frontière de l'Hermance ;
- 23 août 1963 : Convention concernant une rectification de la frontière entre le canton du Valais et le département de la Haute-Savoie ;
- 10 juillet 1973 : Convention concernant une rectification de la frontière entre le département de la Haute-Savoie et le canton de Genève ;
- 4-7 juillet 1977 : Échange de notes relatives à l'entrée en vigueur de la convention du 25 février 1953 entre la France et la Suisse sur diverses modifications de la frontière (RN 206) - fixe la date d'entrée en vigueur au 26 novembre 1979 ;
- 18 septembre 1996 : Convention portant rectification de la frontière entre le département du Doubs et le canton de Vaud ;
- 18 septembre 1996 : Convention portant rectification de la frontière, à la suite du raccordement de l'autoroute suisse A1 et l'autoroute française A41 entre Saint-Julien-en-Genevois, département de la Haute-Savoie, et Bardonnex, canton de Genève[14]. L'échange de territoires (Bardonnex / Soral d'une surface de 81 400 m2) permet à la France de disposer des emprises nécessaires à la construction d'un échangeur routier. Après les ratifications de la convention, les travaux d'abornement cadastraux commencent en septembre 2000, il se finissent à la fin de l'année et toutes les pièces intègrent le registre foncier au début de juillet 2001[15].
- 18 janvier 2002 : Convention portant sur quatre rectifications de frontière entre le canton de Genève et les départements de Haute-Savoie (communes de Viry, Valleiry et Veigy-Foncenex) et de l'Ain (commune de Saint-Genis-Pouilly), portant sur une surface totale de 5 578 m2, destinées à rendre le tracé de la frontière plus ordonné et rationnel, et prenant ainsi en compte les aménagements de territoire intervenus au fil du temps, tant en France qu'en Suisse, dont la plupart avaient déjà été avalisés par les riverains[16].